# イリーナ・ジューコワ
イリーナ・イホリヴナ・ジューコワ（ウクライナ語: Ірина Ігорівна Жукова、ラテン文字転写: Iryna Ihorivna Zhukova、1974年11月21日 - ）は、ウクライナの元女子バレーボール選手。現役時代のポジションはセッター。元ウクライナ代表。

## 来歴

### クラブチーム
キーウ州キーウ出身。1992年、Jinestra Odessaへ入団。1996年、Krug Cherkasyへ移籍し4年間在籍した。1997/98、1999/00シーズンのウクライナ国内リーグでは優勝を果たした。2000年、イタリアセリエA1のModena Volleyへ移籍し、2000/01シーズンのセリエA1リーグで4位となった。2001/02シーズンはVirtus Reggio Calabriaでプレーした。2003年、バレー・ベルガモへ移籍し、2003/04シーズンのセリエA1リーグで優勝した。2004/05シーズンは欧州チャンピオンズリーグで優勝し、セリエA1リーグは準優勝した。産休を経て2006/07シーズンにKrug Cherkasyで現役復帰し、ウクライナ国内リーグでは優勝へ導き、MVPとベストセッター賞を受賞した。2007年、ロシアのザレチエ・オジンツォボへ移籍し、2007/08シーズンのロシアスーパーリーグに出場していたが膝を負傷したため、出場なしにチームはチーム初のタイトルを獲った。翌2008/09シーズンも同チームと契約し、ロシアスーパーリーグで準優勝した。2009年、トルコのエジザージュバシュへ移籍し、2009/10シーズンのトルコリーグは3位となった。2010年、アゼルバイジャンのラビタ・バクーへ移籍し、2010/11シーズンの2010/11シーズンのアゼルバイジャン・スーパーリーグで優勝を果たした。2011/12シーズンは世界クラブ選手権で金メダルを獲得し、自身もベストセッター賞を受賞した。2012/13シーズンはアゼルバイジャンリーグで3連覇を果たし、現役を引退した。

### 代表チーム
ロシアのアンダーカテゴリーの代表として1991年、U-19世界選手権で銅メダルを獲得し、ベストセッター賞を受賞した。ウクライナ代表として1993年、U-20世界選手権で銀メダルを獲得した。1999年、シニア代表デビューし、2000年のシドニー五輪欧州大陸予選に出場した。2001年、欧州選手権では4位となり、ベストセッター賞を受賞した。

## 球歴
- 欧州選手権 - 2001年、2003年

## 受賞歴
- 1991年 - U-19世界選手権 ベストセッター賞
- 2001年 - 欧州選手権 ベストセッター賞
- 2005年 - 欧州チャンピオンズリーグ ベストセッター賞
- 2007年 - 2006/07ウクライナ国内リーグ MVP、ベストセッター賞
- 2011年 - 世界クラブ選手権 ベストセッター賞
- 2012年 - 2011/12アゼルバイジャン・スーパーリーグ ベストセッター賞

## 所属クラブ
- Jinestra Odessa（1992-1994年）
- Krug Cherkasy（1996-2000年）
- Modena Volley（2000-2001年）
- Virtus Reggio Calabria（2001-2002年）
- Modena Volley（2002-2003年）
- バレー・ベルガモ（2003-2005年）
- Krug Cherkasy（2006-2007年）
- ザレチエ・オジンツォボ（2007-2009年）
- エジザージュバシュ（2009-2010年）
- ラビタ・バクー（2010-2013年）